# كورايما توريس
كورايما أليخاندرا توريس دياز (ولدت في 6 يونيو 1973 في فالنسيا، فنزويلا) هي ممثلة تيلينوفيلا فنزويلية. بدأت مسيرتها المهنية في التمثيل في فنزويلا في أواخر الثمانينيات. كانت أدوارها الأولى في المسلسلات التليفزيونية "جاردينيا" و"ألوندرا". حصلت على أول دور رئيسي لها في عام 1992 في المسلسل التليفزيوني الشهير "كاساندرا"، والذي عرض في أكثر من 100 دولة. بعد نجاحها في "كاساندرا" انتقلت إلى كولومبيا حيث حصلت على دور رئيسي في المسلسل التليفزيوني "الأحلام والمرايا". كان شريكها في ذلك المسلسل التليفزيوني الممثل الكولومبي نيكولاس مونتيرو. وقعا في الحب وتزوجا في عام 1996. أنجبت كورايما ابنًا في عام 1994.

## أعمالها التلفزيونية
- Alondra (أر سي تي في اينترنولشنل  [لغات أخرى]‏ - تلفزيون آر سي، 1989.)
- Gardenia (أر سي تي في اينترنولشنل  [لغات أخرى]‏ - تلفزيون آر سي، 1990.)
- كاساندرا (أر سي تي في اينترنولشنل  [لغات أخرى]‏ - تلفزيون آر سي، 1992.)
- Dulce Ilusion (أر سي تي في اينترنولشنل  [لغات أخرى]‏ - تلفزيون آر سي، 1993.)
- Sueno y Espejos (RTI، 1995.)
- Cambio de Piel (أر سي تي في اينترنولشنل  [لغات أخرى]‏ -تلفزيون آر سي، 1997.)
- Maria Emillia, Querida (أي تي في، 1999.)
- Amor Latino (Argentina)
- Soledad (América Producciones, Perú)
- Amor Del Bueno (Venevisión International, Venezuela)
- Lorena (تلفزيون آر سي إن، 2005.)
- El Ultimo Matrimonio Feliz (Camila Andrade) (تلفزيون آر سي إن,2008.)
- RCN 2008, Mujeres Asesinas (Carmen, Honrada) (تلفزيون آر سي إن, 2008.)

## وصلات خارجية
- كورايما توريس على موقع IMDb (الإنجليزية)
- كورايما توريس على موقع قاعدة بيانات الأفلام العربية
- كورايما توريس على موقع أول موفي (الإنجليزية)
- كورايما توريس على موقع قاعدة بيانات الفيلم (الإنجليزية)
- كورايما توريس على موقع كينوبويسك (الروسية)
- كورايما توريس في VenCOR